# Supercoppa UEFA 1978
La Supercoppa UEFA 1978 è stata la quinta edizione della Supercoppa UEFA.
Si è svolta il 4 e 19 dicembre 1978 in gara di andata e ritorno tra la squadra vincitrice della Coppa dei Campioni 1977-1978, ovvero gli inglesi del Liverpool, e la squadra vincitrice della Coppa delle Coppe 1977-1978, ossia i belgi dell'Anderlecht.
A conquistare il titolo è stato l'Anderlecht che ha vinto la gara di andata a Bruxelles per 3-1 e ha perso la gara di ritorno a Liverpool per 2-1.

## Partecipanti
| Squadre    | Qualificazione                                | Partecipazioni precedenti (il grassetto indica la vittoria) |
| ---------- | --------------------------------------------- | ----------------------------------------------------------- |
| Liverpool  | Vincitrice della Coppa dei Campioni 1977-1978 | 1 (1977)                                                    |
| Anderlecht | Vincitrice della Coppa delle Coppe 1977-1978  | 1 (1976)                                                    |

## Tabellini

### Andata
| Arbitro: | Károly Palotai |

|                                                  |           |          |
| Vercauteren 17’ Van der Elst 38’ Rensenbrink 87’ | Marcatori | 27’ Case |

| Anderlecht | Liverpool |

| Anderlecht (4-3-3) |    |                       |
|                    |    |                       |
| P                  | 1  | Nico de Bree          |
| D                  | 2  | François Van der Elst |
| D                  | 3  | Hugo Broos            |
| D                  | 4  | Johnny Dusbaba        |
| D                  | 5  | Jean Thissen          |
| C                  | 6  | Franky Vercauteren    |
| A                  | 7  | Benny Nielsen         |
| A                  | 8  | Ruud Geels            |
| C                  | 9  | Arie Haan             |
| C                  | 10 | Ludo Coeck            |
| A                  | 11 | Rob Rensenbrink (c)   |
| Allenatore:        |    |                       |
| Raymond Goethals   |    |                       |

| Liverpool (4-4-2) |    |                  |  |     |
|                   |    |                  |  |     |
| P                 | 1  | Ray Clemence     |  |     |
| D                 | 2  | Phil Neal        |  |     |
| D                 | 3  | Alan Kennedy     |  |     |
| D                 | 4  | Emlyn Hughes (c) |  |     |
| C                 | 5  | Ray Kennedy      |  |     |
| D                 | 6  | Alan Hansen      |  |     |
| A                 | 7  | Kenny Dalglish   |  |     |
| C                 | 8  | Jimmy Case       |  |     |
| A                 | 9  | David Johnson    |  | 54’ |
| C                 | 10 | Terry McDermott  |  |     |
| C                 | 11 | Graeme Souness   |  |     |
| A disposizione:   |    |                  |  |     |
| A                 | 12 | David Fairclough |  |     |
| P                 | 13 | Steve Ogrizovic  |  |     |
| C                 | 14 | Steve Heighway   |  | 54’ |
| C                 | 15 | Sammy Lee        |  |     |
| D                 | 16 | Brian Kettle     |  |     |
| Allenatore:       |    |                  |  |     |
| Bob Paisley       |    |                  |  |     |

### Ritorno
| Arbitro: | Nicolae Rainea |

|                           |           |                  |
| Hughes 13’ Fairclough 87’ | Marcatori | 71’ Van der Elst |

| Liverpool | Anderlecht |

| Liverpool (4-4-2) |    |                  |
|                   |    |                  |
| P                 | 1  | Steve Ogrizovic  |
| D                 | 2  | Phil Neal        |
| D                 | 3  | Emlyn Hughes (c) |
| D                 | 4  | Phil Thompson    |
| C                 | 5  | Ray Kennedy      |
| D                 | 6  | Alan Hansen      |
| A                 | 7  | Kenny Dalglish   |
| C                 | 8  | Jimmy Case       |
| A                 | 9  | David Fairclough |
| C                 | 10 | Terry McDermott  |
| C                 | 11 | Graeme Souness   |
| A disposizione:   |    |                  |
| A                 | 12 | David Johnson    |
| P                 | 13 | Ray Clemence     |
| C                 | 14 | Steve Heighway   |
| C                 | 15 | Sammy Lee        |
| D                 | 16 | Brian Kettle     |
| Allenatore:       |    |                  |
| Bob Paisley       |    |                  |

| Anderlecht (4-3-3) |    |                       |  |     |
|                    |    |                       |  |     |
| P                  | 1  | Nico de Bree          |  |     |
| D                  | 2  | Gilbert Van Binst     |  |     |
| D                  | 3  | Matthijs van Toorn    |  |     |
| D                  | 4  | Johnny Dusbaba        |  |     |
| D                  | 5  | Jean Thissen          |  |     |
| C                  | 6  | Franky Vercauteren    |  |     |
| C                  | 7  | François Van der Elst |  |     |
| A                  | 8  | Ruud Geels            |  | 46’ |
| C                  | 9  | Arie Haan             |  |     |
| C                  | 10 | Ludo Coeck            |  |     |
| A                  | 11 | Rob Rensenbrink (c)   |  |     |
| Sostituzioni:      |    |                       |  |     |
| A                  |    | Ronny Martens         |  | 46’ |
| Allenatore:        |    |                       |  |     |
| Raymond Goethals   |    |                       |  |     |